# Stummer Sejm 1717
Der Stumme Sejm von 1717 beendete am 1. Februar 1717 formell den Aufstand der Konföderation von Tarnogród 1715–1716, die unter russischem Einfluss stand, gegen König August II. von Polen-Litauen. Die Bezeichnung stumm rührt daher, dass dem polnischen Adel der sonst übliche Widerspruch gegen die Beschlüsse der Sejmtagung diesmal untersagt war. Er bestätigte lediglich innerhalb eines Tages die Ergebnisse des Friedensvertrages von Warschau vom 3. November 1716, in dem Zar Peter I. den Frieden zwischen den Polen, genauer den Konföderierten von Tarnogród, und ihrem König August II. vermittelt hatte.

## Vorgeschichte
Der Stumme Sejm war dem polnischen Adel, der Szlachta, ein großes Ärgernis, denn zum ersten Mal seit 1652 verwehrte man ihm, außer dem Sejmmarschall Stanislaw Ledóchowski, die Goldene Freiheit des uneingeschränkten Rede- und Widerspruchsrechts im Reichstag. Hierzu gehörte unter anderem das Liberum Veto. Diese Regelung ermöglichte es jedem einzelnen Abgeordneten, durch seinen Einspruch die Beschlüsse des gesamten Reichstages nichtig zu machen. In der Praxis fand sich fast immer ein Abgeordneter der Szlachta, der von irgendeiner Adelspartei oder dem Ausland bestochen wurde, um den Reichstag zu keinem Beschluss kommen zu lassen. Da auch der König ohne den Reichstag keine wichtigen Entscheidungen treffen konnte, führte dies zu innenpolitischem Chaos, außenpolitischer Schwäche und ökonomischer Rückständigkeit in Polen.
König August II. neigte dazu, dieses Problem und das damit verbundene Problem des Wahlkönigtums mittels eines Staatsstreiches lösen zu wollen, ein Fakt, den ihm die polnische Geschichtsschreibung bis heute negativ anrechnet. Denn zu den Ergebnissen seiner erfolglosen Politik in Polen zählte es, dass der russische Zar Peter I. als Vermittler und Garant des Friedens von Warschau 1716 bzw. des Stummen Sejms von 1717 noch einen größeren Einfluss auf die polnische Innenpolitik bekam, was August durch seine Vorhaben eigentlich unterbinden wollte.

## Maßnahmen
Die seit dem Großen Nordischen Krieg in Polen stationierten sächsischen Truppen, bis auf die königliche Leibgarde und die sächsischen Minister, hatten das Land zu verlassen. Das Königreich Polen-Litauen war durch die als Sachsen-Polen bezeichnete Personalunion mit dem Kurfürstentum Sachsen verbunden. Der Reichstag musste alle 2 Jahre einberufen werden, danach durfte der König für maximal drei Monate nach Sachsen reisen. Diese und andere Maßnahmen schränkten die politischen Rechte Augusts des Starken in Polen stark ein. 
Im Gegenzug wurden die Truppen der Konföderation von Tarnogród aufgelöst und weitere Konföderationen ohne Zustimmung des Königs verboten. Stattdessen wurde ein kleines Stehendes Heer von 24.000 Soldaten geschaffen, das auf Grundlage einer Besteuerung der Adelsgüter finanziert werden sollte. In der Praxis war diese Armeestärke jedoch viel zu gering (das kleinere Brandenburg-Preußen hatte damals 60.000 Soldaten). Weitere Maßnahmen beschnitten die Rechte der Hetmane und Beamten der Adelsrepublik und erweiterten die königliche Gerichtsbarkeit. Der König gewann auch die Verfügungsgewalt über seine Krongüter zurück. 
Das Liberum Veto wurde nicht angetastet, das Wahlkönigtum auch nicht, da das zum einen unrealistisch war und andererseits auch nicht im Interesse des russischen Vermittlers lag.

## Fazit
Der Stumme Sejm von 1717 stabilisierte somit die Beziehungen zwischen Sachsen und Polen. Man versuchte in der Folge auf beiden Seiten, die Ergebnisse dieses Reichstages zu ändern, aber die Fortschritte blieben in einem vergleichsweise bescheidenen Rahmen. Speziell scheiterten in den 1740er Jahren mehrere Projekte zur Heeresvermehrung an innenpolitischen Rivalitäten. Der Stumme Sejm von 1717 vermochte es nicht, dem inneren Verfall des polnischen Staates Einhalt zu gebieten, was zwischen 1772 und 1795 schließlich zur Aufteilung Polens durch Russland, Preußen und Haus Österreich führte.